# Prowincja Sanmatenga
Prowincja Sanmatenga – jedna z 45 prowincji w Burkina Faso.
Ma powierzchnię ponad 9 tysięcy km². W 2006 roku mieszkało w niej prawie 600 tysięcy ludzi. W 1996 roku na jej terenach zamieszkiwało ponad 464 tysiące mieszkańców.